# Lapithioú
Lapithioú (grec moderne : Λαπηθιού) est un village chypriote situé dans le district de Paphos et comptant plus de 0 habitants.